# Кульбаба червоноплода
Кульбаба червоноплода (Taraxacum erythrospermum) — вид трав'янистих рослин родини айстрові (Asteraceae).

## Опис
Багаторічник 5–30(60) см. Стебла рожево-червоні, голі або з рідкими ворсинками. Листові пластини 5–25 × 1–4 см. Квіткові голови 2–2.5 см. Квіти лимонно-жовті або темні, зовні часто з сірими або червоними смужками. Сім'янки від цегляно-червоного до коричнево-червоного або пурпурно-червоного кольору, 2.5–4 см, до кожної прикріплений білий пучок волосся, для перенесення вітром.

## Поширення
Поширений у Європі, введений у Північну Америку. Населяє пустирі, узбіччя, газони.
В Україні зростає на схилах, луках, в степах — у Лісостепу і Степу, рідше в Карпатах і Криму.

## Галерея

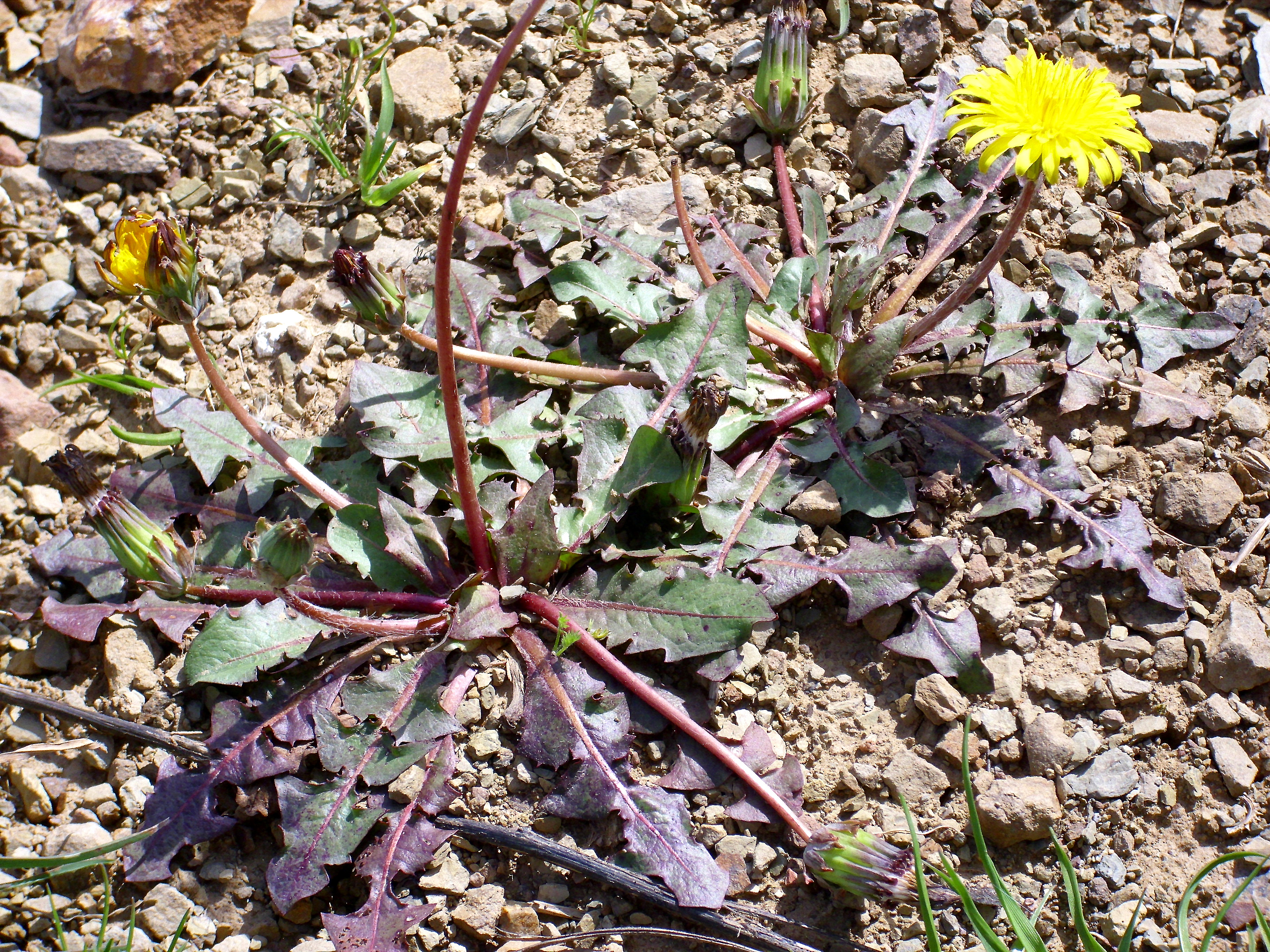
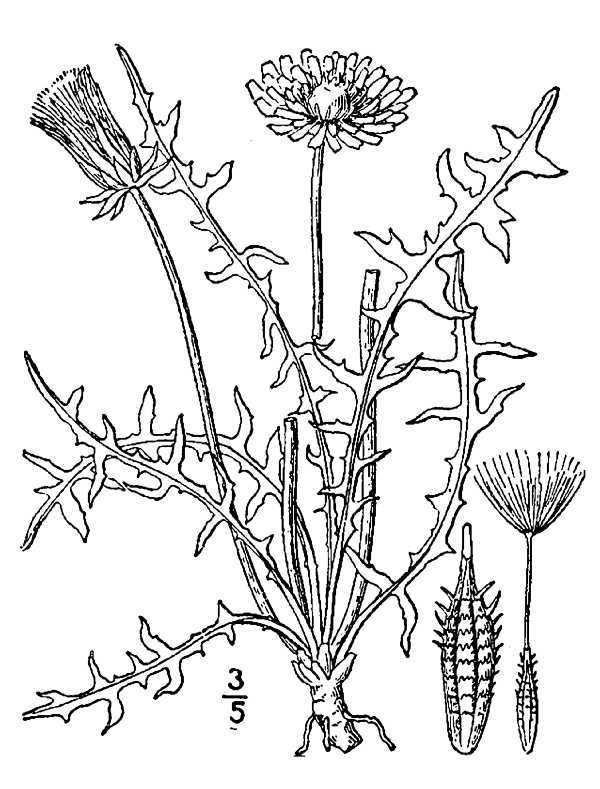